# NGC 255
NGC 255 ist eine Balken-Spiralgalaxie vom Hubble-Typ SBbc im Sternbild Walfisch südlich des Himmelsäquators. Sie ist schätzungsweise 73 Millionen Lichtjahre von der Milchstraße entfernt und hat einen Durchmesser von etwa 65.000 Lj. 
Das Objekt wurde am 27. November 1785 von dem deutsch-britischen Astronomen Wilhelm Herschel entdeckt.